# Maytenus senegalensis
Espèce
Espèce
Synonymes
Classification APG III (2009)
Maytenus senegalensis est une espèce d'arbres ou arbustes de la famille des Celastraceae, répartie sur l’ensemble de l'Afrique.

## Description

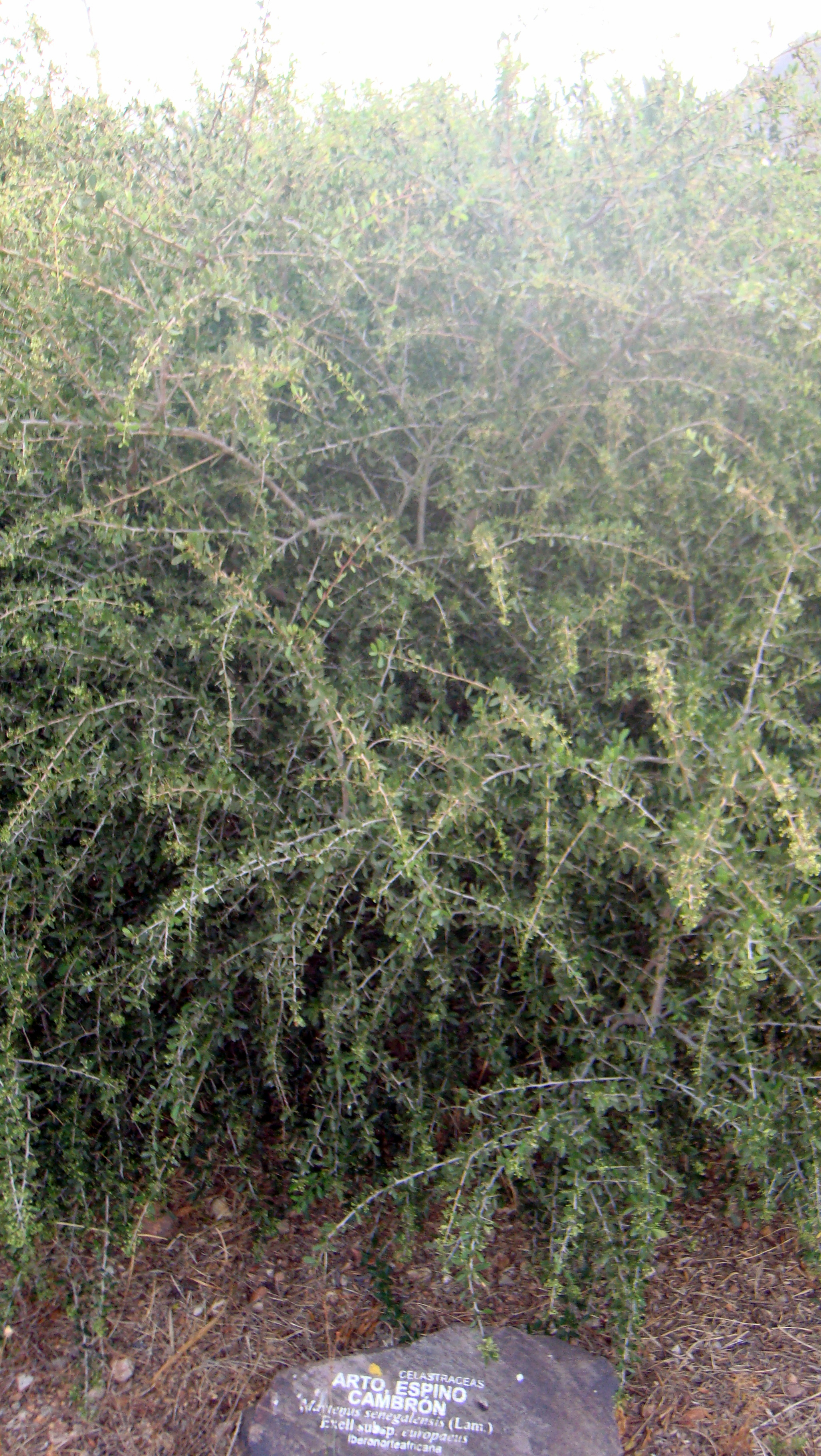
Plante de Maytenus senegalensis

Il peut atteindre une hauteur de 16 mètres.
Il est présent en Afrique du Nord, de la Somalie au Sénégal, en Afrique du Sud et à Madagascar, aux iles Canaries, ainsi que dans l’extrême sud de la péninsule Ibérique (avec la variété Maytenus senegalensis (Lam.) Exell var. europaea (Boiss.) Jahand. & Maire), à une altitude variant du niveau de la mer à 2400 mètres.
Le tronc est droit, l'arbre peut monter à 16 mètres, les branches sont souples, tombantes, rouges ou gris-vert, et l'écorce grise, dure, épaisse et rainurée verticalement.
Il peut être épineux, les épines font alors de 1 à 5 cm.
Ses feuilles ovales, souples et charnues font entre 3 et 12 cm de long avec une nervure centrale généralement rose. Elles sont soit groupées, soit alternes.
Le pédoncule est court. Les fleurs, parfumées, sont blanc-crème et recouvrent densément l'arbre. Elles donnent des fruits verts puis rouges, ronds allant jusqu'à 6 mm de diamètre. Ces fruits donnent 1 graine d'un rouge brun brillant, la moitié sont couvertes d'un doux arille blanc. Les graines sont dispersées par ornithochorie.

## Utilisations

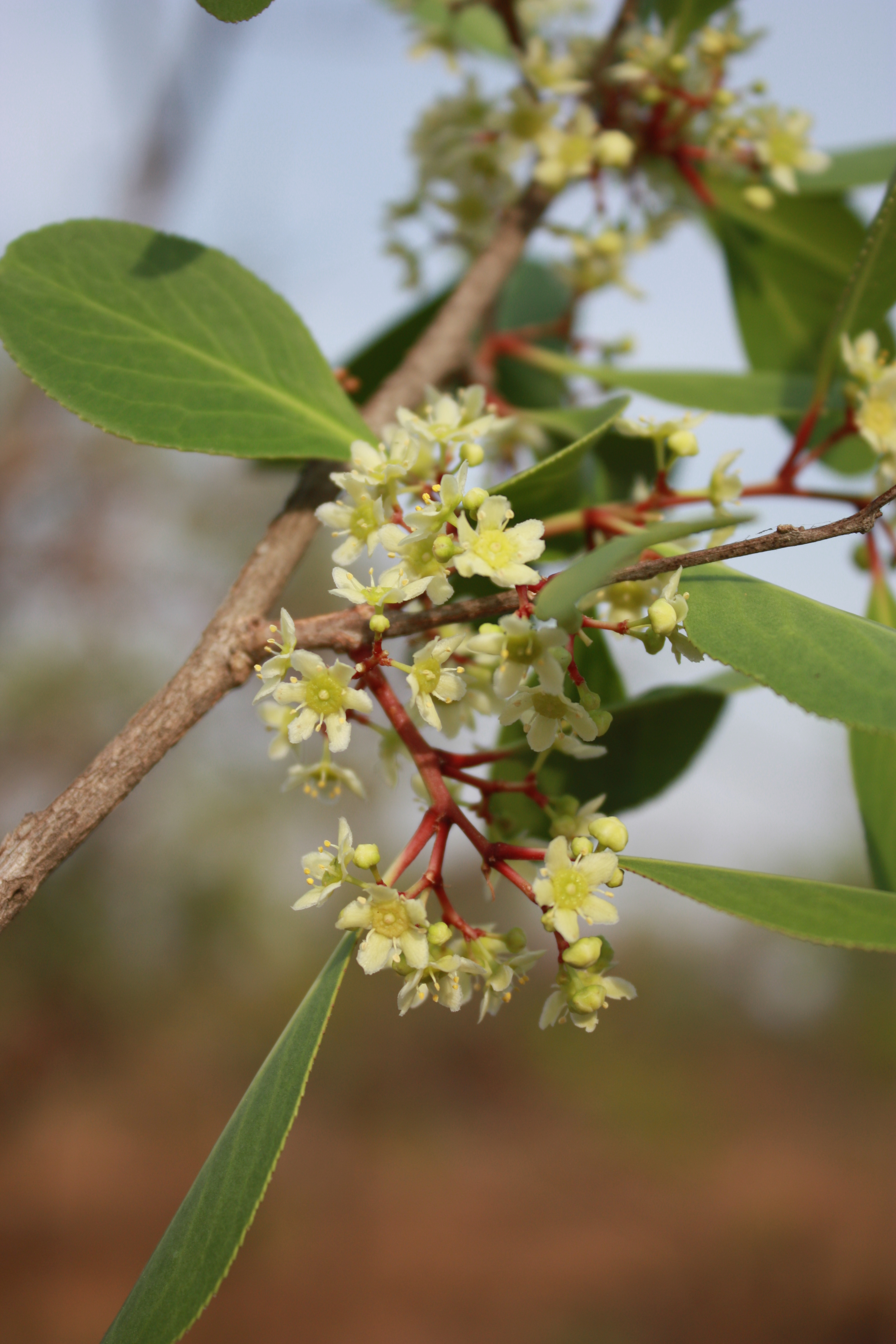
Fleurs de Maytenus senegalensis

Il est utilisé comme bois de chauffage, charbon, fourrage (feuilles), défense vivante ou sèche (branches épineuses), matériel de toiture pour les habitations locales.
D’un point de vue médicamenteux :
- Ecorces écrasées + eau, voie orale : cancer.
- Ecorces tige, rameau, tronc, décoction : tachycardie.
- Ecorces tige, rameau, tronc, décoction : psychose contre les mauvais esprits.
- Ecorces tige, rameau, tronc, poudre, voie orale : psychose contre les mauvais esprits.
- Ecorces tiges et racines, décoction : pour faire diminuer la température, paludisme.
- Ecorces, décoction, gargarisme : blessures.
- Feuille en poudre avec de la bouillie pour faire grossir les enfants amaigri.
- Feuilles (jeunes), jus + lait frais : diarrhée, choléra.
- Feuilles bouillies, application locale : abcès dentaires, affections buccales.
- Feuilles de Asparagus africanus + Maytenus senegalensis, décoction, voie orale, bain, 2 X / Jour : pneumonie, toux.
- Feuilles de Maytenus senegalensis + rhizome de Imperata cylindrica, décoction, un demi verre à la sortie des dents ; commencer le traitement après 2 jours de diarrhée : diarrhée enfant.
- Feuilles écrasées +lait, voie orale : diarrhée.
- Feuilles écrasées, filtrer et voie orale : piqûre de scorpion.
- Feuilles écrasées, jus, appliquer à l'œil gauche et la narine droite + application locale sur la morsure : morsures de chiens.
- Feuilles et écorces séchées séparément, poudre, application locale, 2 X / J. : maux de dents.
- Feuilles et tiges, décoction, laver l'animal, masser avec résidus : maladie du sommeil.
- Feuilles fraîches ou racines, bouillies en inhalation : mal de tête (martèlement), on voit des vaisseaux sanguins sur les tempes, vertige.
- Feuilles fraîches, application locale, emplâtre : blessures, coupures, désinfectant.
- Feuilles pilées, inhalation vapeur : rhume, angine.
- Feuilles pilées, macération : diarrhée, dysenterie.
- Feuilles séchées en poudre, application locale : blessures, coupures.
- Feuilles (jeunes), décoction : blessure bouche et dents.
- Feuilles : dans les affections de la bouche: gingivites, stomatites, caries et névralgies dentaires.
- Feuilles, carboniser, scarification : analgésique.
- Feuilles, décoction de Pseudospondias microparpa + Ludwigia abyssinica + Sapium ellipticum + Maytenus senegalensis : paludisme, dénutrition, ulcères peptiques, problèmes aux reins.
- Feuilles, décoction ou en poudre : contre les mauvais esprits.
- Feuilles, décoction, 1/3 l, 2 X / journellement : diarrhée dans veau, vers intestinaux dans veau.
- Feuilles, décoction, inhalation : analgésique.
- Feuilles, écorces tige, rameau, tronc de Maytenus senegalensis + Xymalos monospora, tige feuillée de Phyllanthus nummulariifolius, feuilles de Securinega virosa + Solanum aculeastrum var. albifolium, poudre, prise nasale : psychose.
- Feuilles, infusion (H2O), instillation auriculaire : otalgie.
- Feuilles, infusion + bains : convulsion.
- Feuilles, infusion : maladie du sommeil.
- Feuilles, infusion : pharyngite.
- Feuilles, infusion, instillation nasale et auriculaire croisé : peste.
- Feuilles, jus de Maytenus senegalensis + extrait de racines de Cyperus papyrus, voie orale : stérilité féminine.
- Feuilles, jus, voie orale : diarrhée.
- Feuilles, mastiquer et cracher le jus dans la bouche de l'enfant malade : amygdalite.
- Feuilles, mastiquer : tuberculose, toux.
- Feuilles, poudre : tachycardie.
- Feuilles, poudre, délayer : toux.
- Feuilles, poudre, manger : douve du foie, ténia.
- Feuilles, poudre, voie orale : vermifuge.
- Fleurs en poudre, application locale : hémorroïdes.
- Fruit, feuilles, tiges, écorces, racines, appliquer sur la surface du corps de l'animal : contre les tiques du bétail.
- Graines séchées ou fraîches, pilées avec eau ou du beurre, voie orale, avec du café ou du thé, durant 5 jours : épilepsie.
- Graines séchées ou fraîches, pilées de Maytenus senegalensis + Ocimum lamiifolium , voie orale avec du café : maux de tête.
- Graines, décoction : anti-blennorragique.
- Partie aérienne de Maytenus senegalensis + Trema orientalis + Hibiscus asper + Terminalia glaucescens, décoction + bain : Maladie du foie, insuffisance hépatique.
- Racine, décoction, en poudre ou en infusion : plaies, maux de dents, soulage les femmes enceintes.
- Racine, infusion: antiseptique, colique, maux d’estomac.
- Racines de Dombeya bagshawei + Maytenus senegalensis, feuilles de Cissus sp. + Maesa lanceolata … var. mildbraedii + Pentas longiflora + Tithonia diversifolia, décoction : prévention avortement.
- Racines de Maytenus senegalensis + Gardenia ternifolia + Cissus rufescens (bonbon'nou), décoction (H2O), VO., 3 / 4 l. / J. durant 15 J. : hyperménorrhée.
- Racines écrasées mélangées dans eau froide, extrait, voie orale, 300 ml 2 X / Jour : abortif.
- Racines écrasées mélangées dans eau froide, extrait, voie orale, 50ml 3 X / Jour : épilepsie.
- Racines : désordres gastro-intestinaux, douleurs stomacales, diarrhées et constipation.
- Racines : morsure de serpent, d’animal venimeux.
- Racines, inhalation, bain de bouche : contre la douleur des gingivites.
- Racines, décoction : morsures de serpent
- Racines, décoction + mâcher les racines : migraine, maux de tête.
- Racines, décoction ou infusion: fibrome utérin.
- Racines, décoction : maux de ventre, douleurs intestinales, brulures d’estomac, vers intestinaux bébé.
- Racines, décoction, voie orale : favorise l’accouchement.
- Racines, décoction: vermifuge.
- Racines, écrasées, de Clerodendrum myricoides + racines de Withania somnifera + Carissa spinarum + Jasminum gratissimum + Maytenus senegalensis, mettre sur le feu pour fumigation : mauvais esprit.
- Racines, extrait, voie orale : abcès.
- Racines, infusion, laver : cécité nocturne.
- Racines, infusion + bain de siège : syphilis.
- Racines, infusion ou en poudre, friction : pneumonie.
- Racines, infusion : bilharziose.
- Racines, infusion : bronchite, rougeole.
- Racines, infusion : diarrhée, choléra.
- Racines, infusion : épilepsie.
- Racines, infusion : fièvre, malaria, paludisme.
- Racines, infusion : plaies, maux de dents.
- Racines, poudre dans eau, voie orale : stérilité, endométrite chronique.
- Racines, poudre dans la bouillie : soins femmes enceintes.
- Racines, poudre de Maytenus senegalensis + feuilles de Ocimum lamiifolium , voie orale : état fébrile.
- Racines, poudre, de Maytenus dans de la bière de Musa paradisiaca, voie orale : abcès musculaire.
- Racines, poudre, mélangée à de l'huile, application locale : blessures syphilitiques
- Racines, poudre, mélangée de Maytenus senegalensis à de l'huile, application locale : blessures infectées
- Racines, poudre, voie orale : sédatif utérin.
- Tiges (petites) et feuilles pilées, bouillies. 1 cuillère à soupe, 2 X / J. Le liquide est aussi frotté sur le corps des enfants avec la cosse de maïs : rougeole, varicelle.
- Tiges et écorces de tiges de Maytenus senegalensis + Khaya senegalensis : oxyures.
- Tiges feuillées, décoction, bains, voie orale : stimulant dentition enfants.
- Tiges pressées, jus, application locale : amygdale[5].

## Taxinomie

### Nomenclature
Le nom binomial de cette espèce ne fait pas consensus ; le statut des noms varie selon les sources. Les deux noms binomiaux qui coexistent sont : Gymnosporia senegalensis et Maytenus senegalensis.

### Liste des sous-espèces et variétés
Selon Catalogue of Life (2 mai 2017) :
- variété Gymnosporia senegalensis var. europaea

Selon Tropicos (2 mai 2017) :
- sous-espèce Gymnosporia senegalensis subsp. senegalensis
- variété Gymnosporia senegalensis var. angustifolia Engl. & Loes.
- variété Gymnosporia senegalensis var. djalonensis Aubrév.
- variété Gymnosporia senegalensis var. europaea (Boiss.) Jahand. & Maire
- variété Gymnosporia senegalensis var. inermis (A. Rich.) Loes.
- variété Gymnosporia senegalensis var. maranguensis Loes.
- variété Gymnosporia senegalensis var. mildbraedii Loes.
- variété Gymnosporia senegalensis var. spinosa Engl. ex Loes.
- variété Gymnosporia senegalensis var. stuhlmanniana Loes.